# SINGLES COLLECTION+6
『SINGLES COLLECTION+6』（シングルズ・コレクション プラス・シックス）は、WANDSのベスト・アルバム。

## 概要
上杉昇と柴崎浩が在籍していた第2期WANDSとして最後の作品で、初のベスト・アルバムとなっている。上杉と柴崎が公認しているベスト・アルバムは本作のみで、上杉のオフィシャルサイトのディスコグラフィーに掲載されているWANDS時代の作品は本作までとなっている。
発売当初、公式では5thアルバムというナンバリング扱いになっており、｢BEST OF WANDS VIDEO HISTORY｣でも、その様に表記されていた。しかし2019年のグループ再始動後より、ナンバリングから外された｡
デビュー曲の「寂しさは秋の色」から「世界が終るまでは…」までの全シングルが収録されている。既に発売されていた「Secret Night 〜It's My Treat〜」、「Same Side」、「WORST CRIME〜About a rock star who was a swindler〜」は収録されていない。
パッケージにはフォトブックがついており、CDケースを収録できるプラスチック製の青い箱が付属している。

## 批評
| 専門評論家によるレビュー | 専門評論家によるレビュー |
| レビュー・スコア         | レビュー・スコア         |
| 出典                     | 評価                     |
| ------------------------ | ------------------------ |
| CDジャーナル             | 肯定的                   |

CDジャーナルは、「ほとんどのシングルがヒットしているだけあって、聴いたことのある曲ばかり。と同時に、ボピュラリティとクオリティの両立に彼らのキャパシティの広さを感じてしまう。」と批評した。

## 収録曲
- クレジット表記が Words by Show Wesugi、Music by Hiroshi Shibasaki、Arranged by WANDS と表記されている。

| #         | タイトル                                   | 作詞             | 作曲       | 編曲       | 収録作品                                 | 時間  |
| --------- | ------------------------------------------ | ---------------- | ---------- | ---------- | ---------------------------------------- | ----- |
| 1.        | 「天使になんてなれなかった」               | 上杉昇           | 柴崎浩     | 葉山たけし | アルバム『Little Bit…』                  | 5:11  |
| 2.        | 「時の扉」                                 | 上杉昇           | 大島康祐   | 明石昌夫   | シングル「時の扉」                       | 4:16  |
| 3.        | 「もっと強く抱きしめたなら」               | 魚住勉・上杉昇   | 多々納好夫 | 葉山たけし | シングル「もっと強く抱きしめたなら」     | 4:59  |
| 4.        | 「恋せよ乙女 〜Remix〜」                   | 上杉昇           | 大島康祐   | 葉山たけし | シングル「恋せよ乙女」                   | 4:15  |
| 5.        | 「世界中の誰よりきっと 〜Album version〜」 | 上杉昇・中山美穂 | 織田哲郎   | 明石昌夫   | アルバム『時の扉』                       | 4:27  |
| 6.        | 「Just a Lonely Boy」                      | 上杉昇           | 柴崎浩     | WANDS      | シングル「世界が終るまでは…」            | 4:21  |
| 7.        | 「ありふれた言葉で」                       | 上杉昇           | 柴崎浩     | 葉山たけし | シングル「恋せよ乙女」                   | 5:21  |
| 8.        | 「白く染まれ」                             | 上杉昇           | 川島だりあ | 葉山たけし | 未発表曲                                 | 4:45  |
| 9.        | 「ふりむいて抱きしめて」                   | 上杉昇           | 大島康祐   | 大島康祐   | シングル「恋せよ乙女」                   | 4:00  |
| 10.       | 「寂しさは秋の色」                         | 上杉昇           | 栗林誠一郎 | 明石昌夫   | シングル「寂しさは秋の色」               | 4:45  |
| 11.       | 「星のない空の下で」                       | 上杉昇           | 柴崎浩     | WANDS      | アルバム『時の扉』                       | 4:45  |
| 12.       | 「Jumpin' Jack Boy」                       | 上杉昇           | 栗林誠一郎 | 葉山たけし | シングル「Jumpin' Jack Boy」             | 3:37  |
| 13.       | 「愛を語るより口づけをかわそう」           | 上杉昇           | 織田哲郎   | 明石昌夫   | シングル「愛を語るより口づけをかわそう」 | 4:29  |
| 14.       | 「世界が終るまでは…」                      | 上杉昇           | 織田哲郎   | 葉山たけし | シングル「世界が終るまでは…」            | 5:15  |
| 合計時間: | 合計時間:                                  | 合計時間:        | 合計時間:  | 合計時間:  | 合計時間:                                | 64:26 |

## 楽曲解説
- 収録曲の詳細は、各項目を参照。

1. 天使になんてなれなかった
  - アルバム『Little Bit…』収録曲。
2. 時の扉
  - 4thシングル。
  - シングルバージョンではサビのフェイド・アウトで曲が終わるが、本作ではフェイド・アウトせず終わりまで演奏されている。
3. もっと強く抱きしめたなら
  - 3rdシングル。
  - シングルバージョンはアルバム初収録。
4. 恋せよ乙女 〜Remix〜
  - 6thシングルのリミックスバージョン。
  - 元々はアルバム『Little Bit…』に収録する予定であったが、柴崎が腱鞘炎を患い、製作が延期に至ったため、本作に収録となった。歌詞カードには1993年7月にレコーディング及びミックスとの記載がある。
5. 世界中の誰よりきっと 〜Album version〜
  - アルバム『時の扉』収録曲。
6. Just a Lonely Boy
  - 「世界が終るまでは…」のカップリング曲。
7. ありふれた言葉で
  - 「恋せよ乙女」のカップリング曲。
8. 白く染まれ
  - 未発表曲。歌詞カードには1994年9月にレコーディングと記されている。
9. ふりむいて抱きしめて
  - 2ndシングル。
10. 寂しさは秋の色
  - 1stシングル。
11. 星のない空の下で
  - アルバム『時の扉』収録曲。
12. Jumpin' Jack Boy
  - 7thシングル。
  - シングルバージョンはアルバム初収録。
13. 愛を語るより口づけをかわそう
  - 5thシングル。
14. 世界が終るまでは…
  - 8thシングル。

## 参加ミュージシャン
- 収録曲の参加ミュージシャンの詳細は、各項目を参照。

### WANDS
| 第1期（1991年〜1992年） - Vocal：上杉昇 - Guitar：柴崎浩 - Keyboards：大島康祐 | 第2期（1992年〜1997年） - Vocal：上杉昇 - Guitar：柴崎浩 - Keyboards：木村真也 |